# Amolops bellulus
Amolops bellulus es una especie de anfibios anuros de la familia Ranidae.

## Distribución geográfica
Es endémica de la provincia de Yunnan (China) y, quizá, el norte de Birmania.